# Воробжа (Медвенський район)
Воробжа (рос. Воробжа) — хутір в Медвенському районі Курської області Російської Федерації.
Населення становить 0 осіб. Входить до складу муніципального утворення Висоцька сільрада.

## Історія
Від 2004 року входить до складу муніципального утворення Висоцька сільрада.

## Населення
| 2002 | 2010 |
| ---- | ---- |
| 26   | ↘0   |